# Bathyphantes alascensis
Bathyphantes alascensis é uma espécie de aranhas da família Linyphiidae encontradas nos Estados Unidos e no Canadá.